# Saint-Christ-Briost
Saint-Christ-Briost là một xã ở tỉnh Somme, vùng Hauts-de-France, Pháp.

## Địa lý
Thị trấn này có cự ly khoảng 30 dặm Anh về phía đông của Amiens, trên đường D45 và đường D88 và bên hai bờ sông Somme.

## Dân số
| 1962                                                                             | 1968 | 1975 | 1982 | 1990 | 1999 |
| -------------------------------------------------------------------------------- | ---- | ---- | ---- | ---- | ---- |
| 323                                                                              | 337  | 341  | 360  | 404  | 408  |
| Census count starting from 1962 Source=INSEE: Population without double counting |      |      |      |      |      |